# Alondes Williams
Alondes Williams (Milwaukee, Wisconsin; 19 de junio de 1999) es un jugador de baloncesto estadounidense que pertenece a la plantilla de los Sioux Falls Skyforce de la G League. Con 1,93 metros de estatura, juega en la posición de base o escolta.

## Trayectoria deportiva

### Universidad
Jugó sus dos primeras temporadas en el pequeño Triton College, de la 2.º división de la NJCAA. En su primera temporada promedió 13,8 puntos y 6,3 rebotes por partido, siendo incluido en el mejor quinteto de su conferencia. Su equipo ganó el título de la División II, antes de acceder al año siguiente a la División I de la National Junior College Athletic Association. En su segunda temporada promedió 17,0 puntos, 7,7 rebotes y 5,3 asistencias por encuentro, siendo elegido jugador del año de su conferencia.
Fue transferido para su temporada júnior a los Sooners de la Universidad de Oklahoma, donde jugó esa y otra temporada más, promediando 6,3 puntos y 2,3 rebotes por partido. Optó por usar un año adicional de elegibilidad y fue transferido a los Demon Deacons de la Universidad Wake Forest. Allí jugó como estudiante graduado una temporada, en la que promedió 18,4 puntos, 6,4 rebotes, 5,2 Asistencias y 1,2 robos de balón por partido, y acabó siendo elegido Jugador del Año de la Atlantic Coast Conference e incluido en el mejor quinteto.

#### Estadísticas
| Año     | Equipo      | PJ | PT | MPP  | %TC  | %3P  | %TL  | RPP | APP | ROB | TPP | PPP  |
| ------- | ----------- | -- | -- | ---- | ---- | ---- | ---- | --- | --- | --- | --- | ---- |
| 2019–20 | Oklahoma    | 31 | 10 | 16.6 | .438 | .283 | .636 | 1.9 | .6  | .4  | .1  | 6.0  |
| 2020–21 | Oklahoma    | 24 | 14 | 18.5 | .481 | .167 | .839 | 2.8 | 1.3 | .7  | .3  | 6.7  |
| 2021–22 | Wake Forest | 35 | 35 | 34.1 | .507 | .282 | .691 | 6.4 | 5.2 | 1.2 | .4  | 18.5 |
| Total   | Total       | 90 | 59 | 23.9 | .488 | .270 | .699 | 3.9 | 2.6 | .8  | .2  | 11.1 |

### Profesional
Tras no ser elegido en el Draft de la NBA de 2022, el 4 de julio firmó contrato dual con los Brooklyn Nets y su filial en la G League, los Long Island Nets. Fue despedido el 12 de enero. El 18 de enero de 2023 fue readquirido por los Long Island Nets.
El 24 de julio de 2023 sus derechos fueron traspasado a los Sioux Falls Skyforce y el 11 de agosto firmaría con Miami Heat. Pero fue cortado antes del inicio de la temporada, el 14 de octubre, regresando el 9 de noviembre a los Sioux Falls Skyforce.
El 9 de febrero de 2024 firmó un contrato dual con los Miami Heat.
El 22 de octubre de 2024 firmó un contrato dual con los Detroit Pistons. Fue despedido el 6 de enero de 2025. Una semana más tarde regresó a los Sioux Falls Skyforce.

## Estadísticas de su carrera en la NBA

### Temporada regular
| Año     | Equipo   | PJ | PT | MPP | %TC   | %3P   | %TL   | RPP | APP | ROB | TPP | PPP |
| ------- | -------- | -- | -- | --- | ----- | ----- | ----- | --- | --- | --- | --- | --- |
| 2022-23 | Brooklyn | 1  | 0  | 5.3 | —     | —     | —     | 1.0 | .0  | .0  | .0  | .0  |
| 2023-24 | Miami    | 7  | 0  | 2.2 | .250  | .000  | 1.000 | .1  | .0  | .0  | .1  | .7  |
| 2024-25 | Detroit  | 1  | 0  | 3.7 | 1.000 | 1.000 | —     | .0  | 1.0 | .0  | .0  | 5.0 |
| total   | total    | 9  | 0  | 2.7 | .400  | .200  | 1.000 | .2  | .1  | .0  | .1  | 1.1 |